# (72689) 2001 FD70
(72689) 2001 FD70 – planetoida z pasa głównego asteroid okrążająca Słońce w ciągu 5,28 lat w średniej odległości 3,03 j.a. Odkryta 19 marca 2001 roku.